# The Elusive Samurai
The Elusive Samurai (jap. 逃げ上手の若君 Nige Jōzu no Wakagimi) ist eine Manga-Serie von Yusei Matsui, die in Japan seit 2021 erscheint. Die Geschichte spielt während der Kemmu-Restauration und wurde in mehrere Sprachen übersetzt, darunter ins Deutsche. 2024 erschien eine Adaption als Animeserie.

## Inhalt
Im Jahr 1333 stürzt Ashikaga Takauji das Kamakura-Shogunat und lässt fast den gesamten Hōjō-Clan töten. Der Erbe Hōjō Tokiyuki ist noch ein Kind, kann aber mit der Hilfe einiger loyaler Untergebener fliehen. Unter ihnen ist der zwielichtige Priester Suwa Yorishige, Herr von Suwa. Er schwört, ein Verbündeter des Hōjō-Clans zu sein und prophezeit, dass Tokiyuki eine große Zukunft habe. Auch andere Untergebene schwören ihre Treue und werden bald enge Freunde Tokiyukis. Zwar will sich der Junge rächen, doch außer seinen wenigen Verbündeten hat er nur eine übernatürliche Fähigkeit zur Flucht und zum Verstecken. Am Hofe war ihm dies nur nützlich, um vor den ungeliebten Lehrern zu fliehen. Nun kann Tokiyuki seine Fähigkeit einsetzen, um denen zu entkommen, die nun auch nach seinem Leben trachten. Die erste Gefahr geht von seinem Onkel Godaiin Muneshige aus, der die Familie verraten hat. Ihn kann Tokiyuki mit seiner Fähigkeit und der Hilfe Kojiros und Ayakos besiegen.

## Veröffentlichungen
Die Serie startete im Januar 2021 im Magazin Shūkan Shōnen Jump bei Shūeisha. Der Verlag brachte die Kapitel ab Juli 2021 auch gesammelt in bisher 21 Bänden heraus (Stand Juli 2025). 2024 war die Serie unter den Preisträgern des Shōgakukan-Manga-Preis.
Eine deutsche Übersetzung erscheint seit April 2024 bei Carlsen Manga in bisher acht Bänden (Stand August 2025). Übersetzerin ist Carina Dallmeier. Bei Viz Media erscheint eine englische Fassung, bei Planet Manga eine italienische und bei Kana eine französische.

## Animeserie
Bei Studio CloverWorks entstand eine Umsetzung des Mangas als Anime für das japanische Fernsehen. Regie führte Yuta Yamazaki und das Drehbuch schrieb Yoriko Tomita. Das Charakterdesign wurde von Yasushi Nishiya für die Animationen adaptiert, die künstlerische Leitung lag bei Ayumi Kojima und für die Kameraführung war Yūya Sakuma verantwortlich. Tonregie führte Akiko Fujita.
Die Serie wurde im März 2023 erstmals angekündigt. Die je 23 Minuten langen Folgen wurden vom 6. Juli bis 28. September 2024 von den Sendern Tokyo MX, BS11, GYT, Gunma TV und MBS in Japan ausgestrahlt. Parallel dazu fand eine internationale Veröffentlichung per Streaming auf der Plattform Crunchyroll statt, zunächst mit Untertiteln unter anderem auf Deutsch. Es folgten Synchronfassungen auf Englisch, Spanisch, Französisch, Portugiesisch und Hindi.
Im Oktober 2024 wurde eine zweite Staffel angekündigt.

### Synchronisation
| Rolle           | japanischer Stimme (Seiyū) |
| --------------- | -------------------------- |
| Hōjō Tokiyuki   | Asaki Yuikawa              |
| Suwa Yorishige  | Yūichi Nakamura            |
| Shizuku         | Hinaki Yano                |
| Kojirō Nezu     | Mari Hino                  |
| Mochizuki Ayako | Sayumi Suzushiro           |
| Kazama Genba    | Aoi Yūki                   |

### Musik
Die Musik der Serie stammt von Akiyuki Tateyama und GEMBI. Der Vorspann ist unterlegt mit dem Lied Plan A von DISH//. Für den Abspann verwendete man Kamakura Style von Bocchi Boromaru.